# Alloteratura nigrigutta
Alloteratura nigrigutta är en insektsart som först beskrevs av Heinrich Hugo Karny 1924.  Alloteratura nigrigutta ingår i släktet Alloteratura och familjen vårtbitare. Inga underarter finns listade i Catalogue of Life.